# USS Saratoga (CV-3)
«Сарато́га» (англ. USS Saratoga (CV-3)) — американський ударний авіаносець типу «Лексінгтон».

## Історія служби
Авіаносець «Саратога», однотипний з «Лексінгтоном», був спущений на воду в квітні 1925 року та вступив у стрій  в листопаді 1927 року. До початку війни брав участь у військових навчаннях, на яких відпрацьовувалась концепція застосування швидкохідних авіаносців.

### Початок війни
Коли японці напали на Перл-Гарбор, «Саратога» (командир — капітан 1-го рангу А. Дуглас) перебував у Сан-Дієго, але вже незабаром разом з «Лексінгтоном» намагався надати допомогу захисникам острова Вейк.
11 січня 1942 року під час патрулювання на південний захід від острова Оаху він був торпедований японським підводним човном I-6. Торпеда влучила в кормову частину з лівого борту, спричинивши затоплення трьох котельних відділень. Від удару стався розрив комунікацій між турбогенераторами й електродвигунами, і поки усували несправність, корабель був чудовою нерухомою мішенню. Але японський підводний човен, побоюючись кораблів супроводу, не наважився на повторну атаку. Пошкоджений авіаносець зміг пройти 500 миль до Перл-Гарбора, звідки пішов на верф ВМФ у Бремертоні (штат Вашингтон). Там корабель модернізували: була розширена політна палуба в носовій частині, встановлені булі, 203-мм гармати були замінені на 127-мм, та додані зенітні автомати. Попри всі вжиті заходи з пришвидшення вводу в стрій, авіаносець прибув до Перл-Гарбора тільки 6 червня 1942 року, всього на один день запізнившись до атола Мідвей, де відбувалась вирішальна битва у війні на Тихому океані.

### Битва за Гуадалканал
7 липня 1942 року «Саратога» вийшов у море, щоб взяти участь у підготовці до першої широкомасштабної операції — вторгненню на острів Гуадалканал, яке почалося 7 серпня. Винищувачі та пікірувальники «Саратоги» атакували берегові позиції та недобудований аеродром японців на Гуадалканалі, а нові торпедоносці-бомбардувальники «Евенджер» проводили розвідку. Відбиваючи атаки японської авіації з Рабаула, винищувачі «Саратоги» збили 12 літаків, втративши 5 машин.
16 серпня з Внутрішнього Японського моря для підтримки своїх військ на Гуадалканалі вийшли потужні сили японського Об'єднаного флоту. В ході битви біля східних Соломонових островів авіагрупа «Саратоги» 24 серпня потопила авіаносець «Рюдзьо». Через тиждень за 250 миль на південний схід від Гуадалканалу «Саратога» був торпедований японським підводним човном I-26. На щастя американців, у ціль влучила тільки одна з шести торпед. Спричинене вибухом затоплення відсіків було незначне, проте воно викликало замикання електромережі та зупинку турбін. Авіаносцю довелось повернутись в Перл-Гарбор для ремонту, який тривав до кінця листопада.

### Нальоти на Рабаул

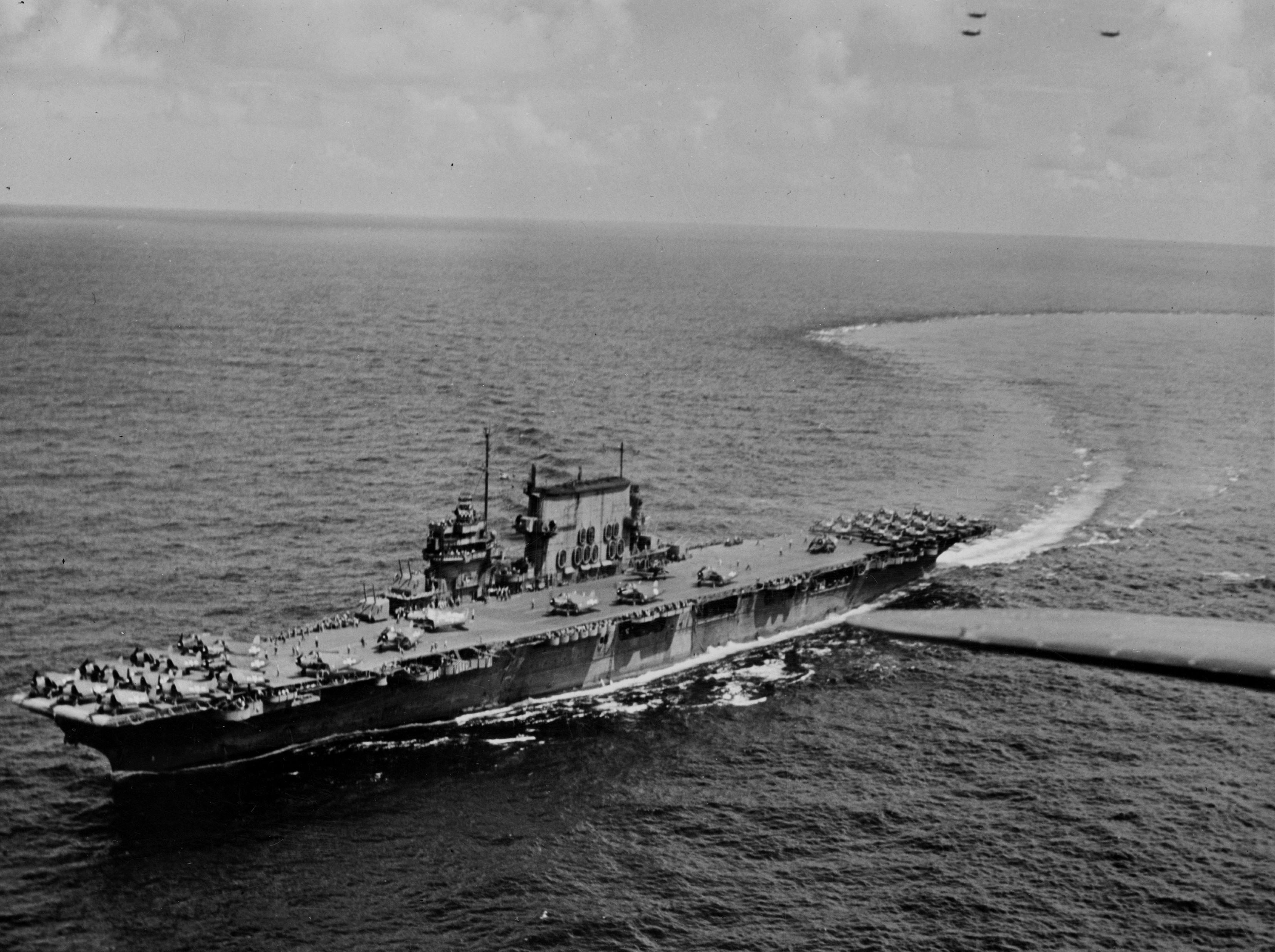
«Саратога» в 1943 або 1944 році

Найбільш вдалою операцією «Саратоги» стали нальоти 5 та 11 листопада 1943 року на Рабаул, куди японці, намагаючись затримати просування американців, стягнули потужні сили: 16 кораблів оперативного з'єднання адмірала Куріта, в тому числі 7 важких крейсерів.
У першому нальоті брали участь 33 нових винищувачі «Геллкет», 16 торпедоносців останньої версії «SBD-5», 16 торпедоносців «TBF-1 Евенджер», а також 19 «Геллкетів» та 7 «Евенджерів» з «Принстона». Всього до цілі вирушили 97 літаків. Дощ і хмарність у районі зльоту забезпечили скритність початку операції. Об 11:10 американські ескадрильї з'явились над протокою Джордж-Чаннел, у цей час штаб японців у Рабаулі наказав підняти в повітря 70 винищувачів. Але кораблі японців були заскочені зненацька. Японські винищувачі вважали, що при наближенні до цілі американці почнуть перебудовуватись для дії невеликими групами. Вони пасивно чекали цього моменту, щоб переважаючими силами накинутись на невеликі групи бомбардувальників. Проте американські льотчики зберігали початковий бойовий порядок до моменту пікірування чи скидання торпед. У таких умовах японські винищувачі не наважились увійти в зону свого зенітного вогню, тому для перехоплення їм залишалось чекати, поки противник почне виходити з атаки. Прорвавшись скрізь щільний вогонь системи наземної ППО, американські пікірувальники накинулись на японські крейсери.
Літаки не потопили жодного корабля, але завдані їм пошкодження вивели з ладу на певний час майже весь 2-й флот адмірала Куріта. Одна бомба влучила в димову трубу крейсера «Мая», коли той приймав паливо, та вибухнула в машинному відділенні. Пожежа на ньому тривала декілька днів, і ремонт корабля зайняв 5 місяців. Важкий крейсер «Атаго» від близьких вибухів трьох 227-кг бомб втратив 22 особи вбитими та 64 пораненими, а також прийняв багато води. На «Такао» пряме влучання пошкодило дві башти головного калібру, загинули 33 особи. Серйозних пошкоджень зазнав «Могамі» — бомби пошкодили дві башти, затопили їхні погреби та спричинили пожежі. Зазнали пошкоджень легкі крейсери «Агано» та «Носіро», есмінець «Фудзінамі». Перешкодити вторгненню американців на Бугенвіль вони вже не могли: пошкоджені крейсери пішли на острів Трук. При відбитті атаки японці збили всього 10 машин.

### Кампанія в центральній частині Тихого океану
При підготовці до широкомасштабної операції зі захоплення островів Гілберта флот США вже мав достатню кількість нових швидкохідних авіаносців, але величезний бойовий досвід «Саратоги» не дозволив командуванню знехтувати ним. В задачу швидкохідного авіаносного з'єднання TF50, до складу якого був включений і «Саратога», входило завдання ударів по японських базах на атолі Науру та повітряне прикриття конвоїв на атоли Макін та Тарава. Після цієї операції «Саратога» пройшов поточний ремонт, а після нього з 29 січня по 4 березня 1944 року взяв участь в операції із захоплення Маршаллових островів. Разом з «Принстоном» та «Ленглі» він завдавав ударів по базах противника та забезпечував повітряне прикриття десанту на атол Еніветок 17 лютого.

### Дії в Індійському океані
З березня по травень 1944 року «Саратога» діяв у складі англійського флоту в Індійському океані. До цього з'єднання входили авіаносець «Ілластріес», лінкори «Веліент», «Квін Елізабет», «Рінаун», французький «Рішельє» та інші кораблі. 19 квітня авіація «Саратоги» разом з літаками «Ілластріеса» завдала удару по японській базі на острові Сабанг і знищила два невеликих транспорти, 24 літаки на землі та нафтосховища, надовго вивівши порт з ладу. Втратили всього один винищувач, пілота якого підібрав підводний човен.

### Битва за Іодзіму

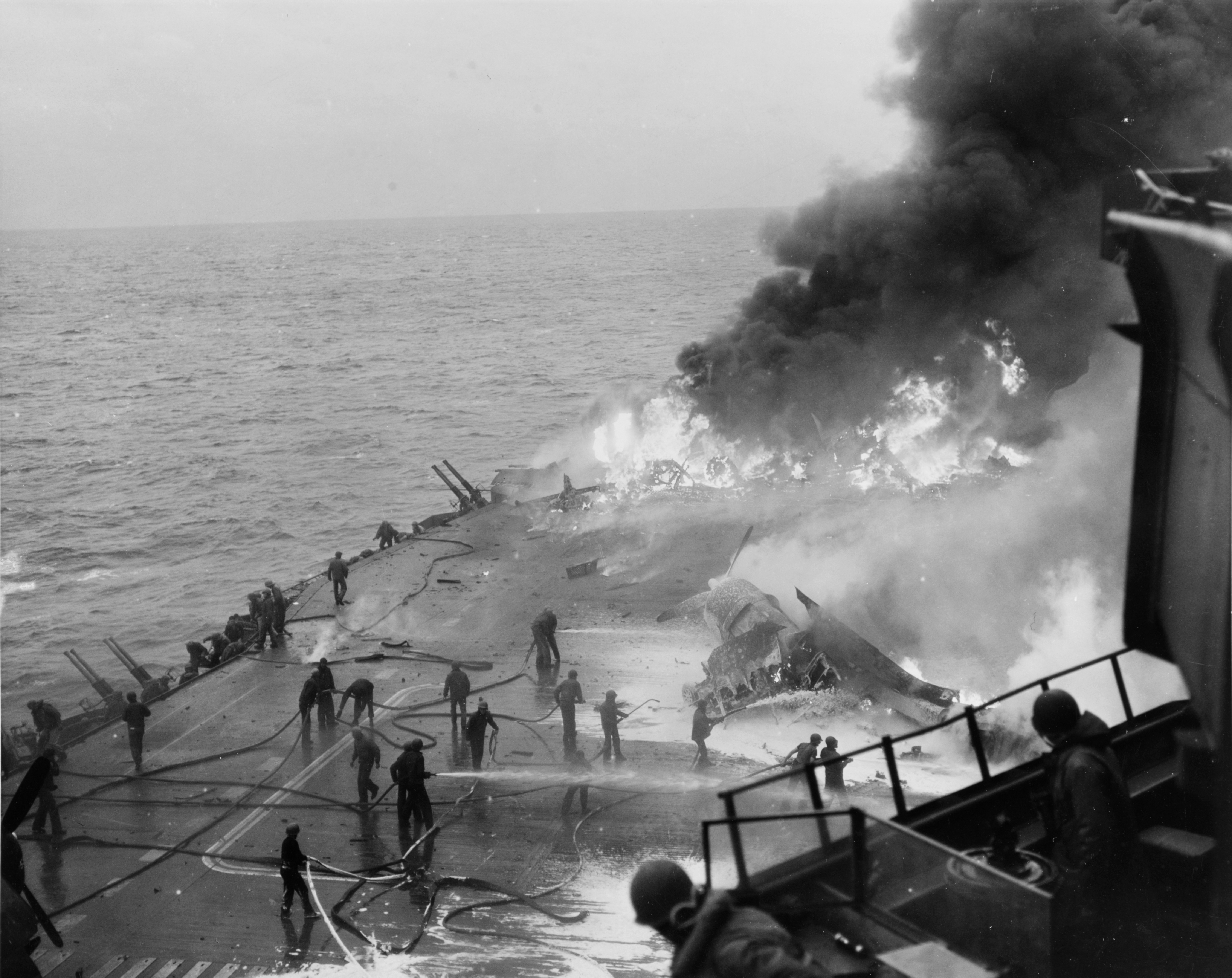
«Саратога» палає після атаки камікадзе, 21 лютого 1945 року

Під час битви за Іодзіму «Саратога» зазнав важких пошкоджень від камікадзе. Авіаносець був атакований ними 21 лютого 1945 року. О 16:59 був відкритий вогонь по шести японських літаках, які виринули з-за хмар. Перші два, вже бувши збитими, впали у воду біля самого борту, їх бомби вибухнули всередині корабля. Бомба з третього літака влучила у якірний шпиль, зруйнувавши чималу частину політної палуби в носовій частині. Четвертий літак був збитий на безпечній відстані, проте п'ятий врізався в ліву катапульту, а шостий, весь охоплений полум'ям, врізався в кран перед надбудовою, осколок з цього літака влучив в артилерійський погріб. Все це відбулось протягом трьох хвилин, з 17:00 до 17:03. Почались сильні пожежі, швидкість корабля впала до 25 вузлів.
До 18:00 пожежі в ангарній палубі та бортових танках вдалось загасити, 12-метрову пробоїну з правого борту прикрили пластирем. Прийом літаків припинили, допоки з палуби не скинули палаючі машини. Але о 18.46 налетіли ще 5 камікадзе. Чотири з них вдалось збити на досить безпечній відстані, проте п'ятий скинув бомбу, яка вибухнула на політній палубі, а сам упав за бортом. А проте «Саратога» з 20.05 знову почав приймати літаки на кормову частину політної палуби, а для їх запуску доводилось йти заднім ходом, тому що злетіти вони могли тепер тільки з корми. 36 літаків згоріли чи були скинуті за борт, ще 6 сіли на воду та потонули, 123 члени екіпажу загинули, 192 — поранені.
Після бою «Саратога» пішов у Еніветок, а звідти на західне узбережжя США. В ході ремонту в Брементоні з березня по травень 1945 року він отримав новий збільшений носовий підйомник, що дозволило проводити навчання пілотів на найновіших літаках.

### Післявоєнна служба
Після капітуляції Японії корабель терміново переобладнали для перевезення військ, встановивши додаткові приміщення на 4000 осіб у кормовій частині ангара. Проте Америка більше не потребувала величезного флоту, і багато бойових кораблів довоєнної побудови, що зазнали значних пошкоджень, пішли на злам.
У 1946 році заслужений авіаносець разом з іншими застарілими та трофейними кораблями вибрали як мішень для випробування атомних бомб поблизу атола Бікіні. 25 липня здійснено два ядерних вибухи. Перший вибух (повітряний, на висоті 158 м, на відстані 2070 м) бомби «Ейбл» потужністю 23 кілотонни не завдав кораблю серйозних пошкоджень, хоча міг би пошкодити літаки на ньому. Наступний (підводний, на глибині 27 м, на відстані 370 м) вибух бомби «Бейкер» звалив величезну трубу на політну палубу, розірвав обшивку підводної частини корпуса та викликав значне занурення корми. Оскільки відкачувати воду на пошкодженому кораблі було нікому, він поступово заповнився водою і того ж вечора затонув.

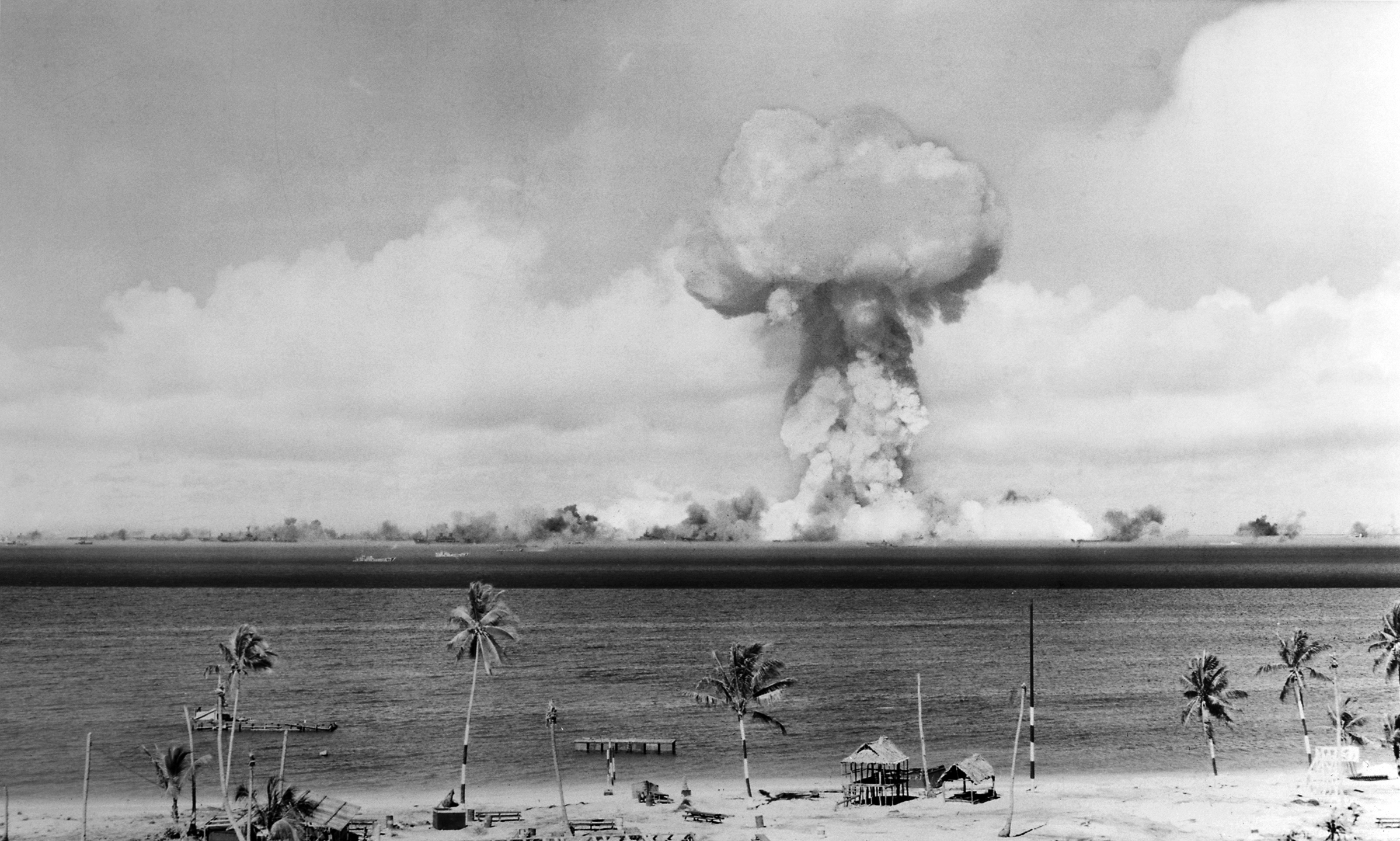
Перший повітряний вибух був досить далеко від корабля
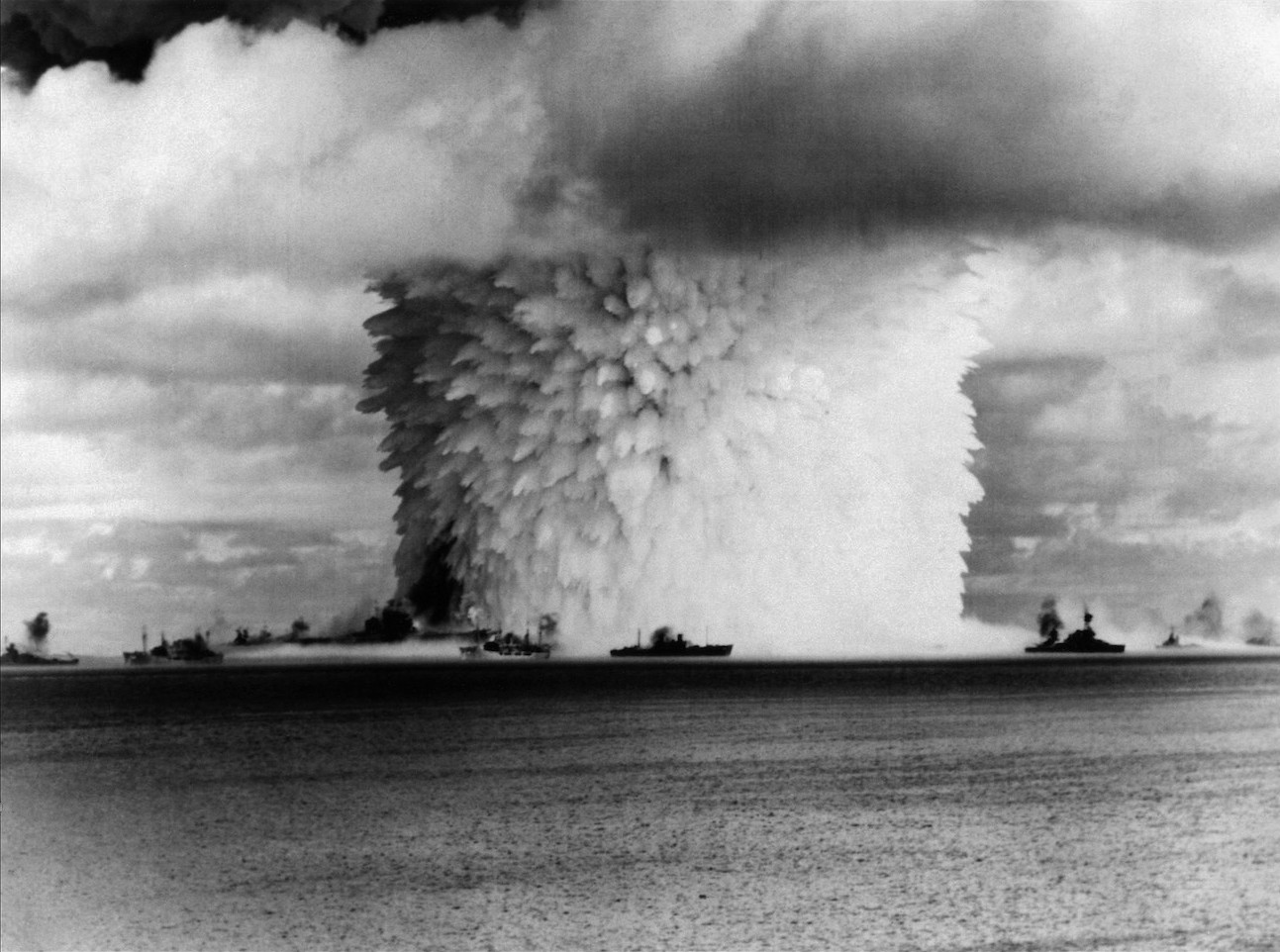
Другий підводний вибух зробив судно небоєздатним
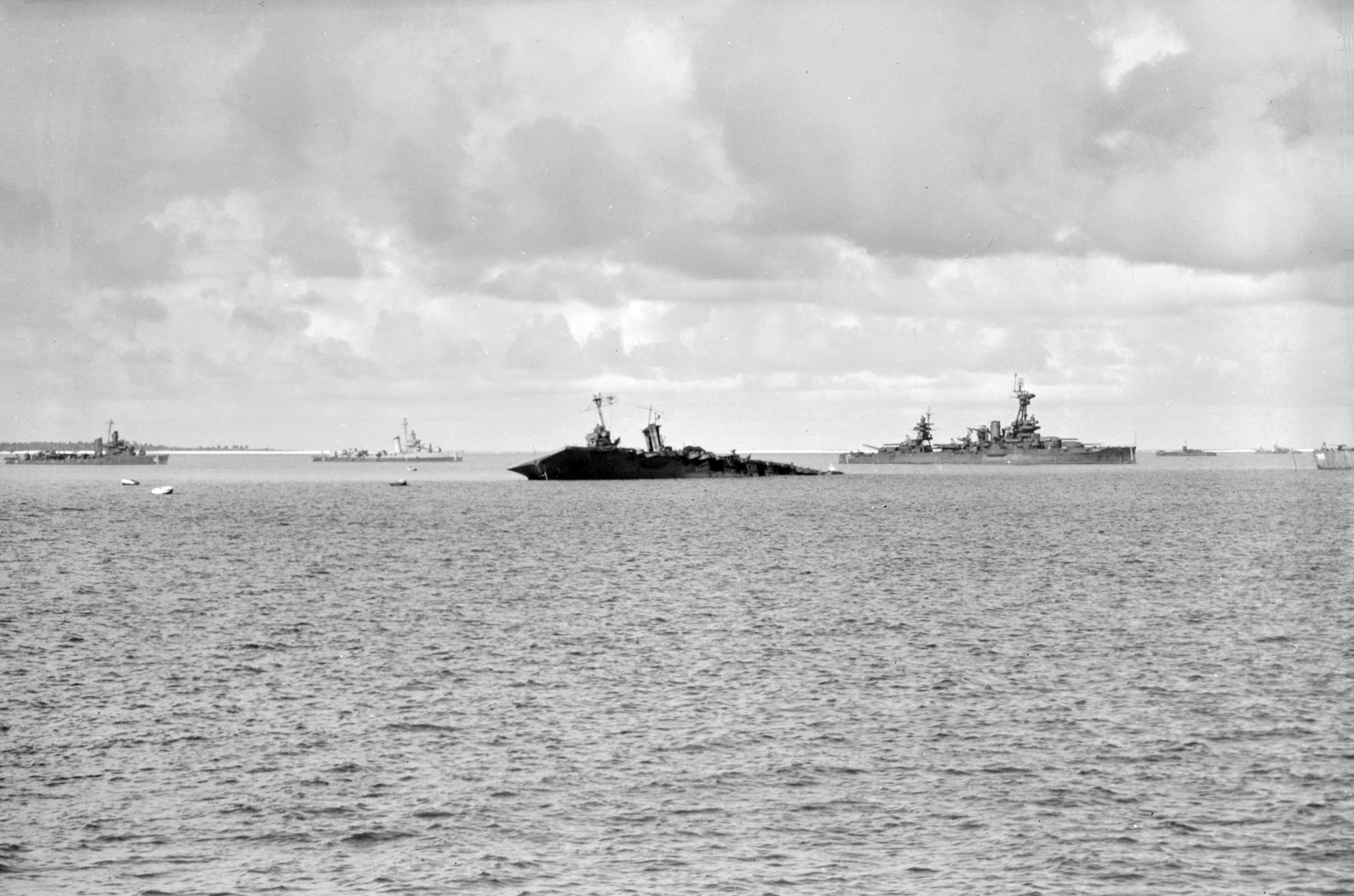
«Саратога» тоне після вибуху бомби «Бейкер»